# C'est dit
Singles par Calogero
La Débâcle des sentiments
(2008) L'Ombre et la Lumière
(2009)
C'est dit est une chanson de Calogero, datant de 2009, écrite par Jean-Jacques Goldman et composée par Calogero. Elle est le premier single extrait de son 5e album studio, L'Embellie et la 2e plage de l'album. Elle est sortie en téléchargement, le 16 février 2009.

## Historique de la chanson
Il s'agit de la première collaboration entre Jean-Jacques Goldman et Calogero. Ce dernier a expliqué dans différentes interviews pourquoi il souhaitait travailler avec Goldman : « J'ai voulu travailler avec lui d'abord parce que je trouve que c'est un bel auteur. J'aime beaucoup ses textes, plus que ses musiques. Je trouvais intéressant de le faire travailler sur une musique qui n'a pas de refrain. Il m'a dit qu'elle était bizarre, ma chanson. Je lui ai dit : Trouve l’accroche. Il en a trouvé deux : On n'est riche que de ses amis et C'est dit. ». Il explique aussi qu'il voulait rendre hommage à ses amis, qui ont une place très importante dans sa vie. 
Les arrangements sur la musique composée par Calogero se veut plus acoustique, plus dépouillée que dans ses albums précédents, mettant en valeur une guitare sèche, alors que l'introduction est jouée au piano. Le thème de l'amitié repris dans la chanson est important pour lui. Il déclare : « C'est une chanson qui dit plusieurs choses: malgré ce qu'on peut réussir dans la vie, la vraie richesse, c'est de ne pas se retrouver seul, c'est d'être entouré de ses deux, trois vrais amis. C'est une manière aussi de dire qu'on n'a pas beaucoup d'amis. ». Dans le clip, Casimir fait une apparition en référence à ce que le chanteur a aimé. Il avoue parler régulièrement de cette période télévisuelle avec les gens de sa génération.

## Classements
| Pays                   | Meilleure position | Entrée       | Sortie       |
| ---------------------- | ------------------ | ------------ | ------------ |
| Belgique (Francophone) | 1 (3 semaines)     | 28 mars 2009 | 15 août 2009 |
| Suisse                 | 78                 | 3 mai 2009   | 24 mai 2009  |

## Autres versions
La chanson fut réenregistrée avec un orchestre symphonique pour la compilation V.O.-V.S., parue en 2010 et fut la chanson d'ouverture de ses concerts symphoniques en 2011.